# باشگاه فوتبال آلکورکون
باشگاه فوتبال آلکورکون (انگلیسی: AD Alcorcón) یک باشگاه فوتبال اسپانیایی است که در سال ۱۹۷۱ در الکورکن، مادرید تأسیس شده‌است.
این تیم از زمان تأسیس تا سال ۲۰۰۰ در لیگ‌های سطح ۴ و ۵ و ۶ اسپانیا بوده است، در سال ۲۰۰۰ به سطح ۳ و در سال ۲۰۱۰ به سطح ۲ (سگوندا دیویژن) صعود کرد.